# كارلو سومييه
كارلو سومييه (1848-1922) (بالإنجليزية: Carlo Pietro Stefano Sommier)‏ هو عالم نبات إيطالي.